# Abdelkader Zaddem
Abdelkader Zaddem, né le 29 juin 1944, est un athlète tunisien, spécialiste du 10 000 mètres.

## Biographie
Il arrive huitième aux Jeux olympiques de 1972. En remportant la médaille d'or aux Jeux méditerranéens de 1975, il établit un record de championnat de 28 min 27 s 0, record qui tient jusqu'en 1991. Il remporte également deux médailles d'or aux championnats du Maghreb 1973 et une en 1975. Il participe de nombreuses fois aux championnats de cross-country, atteignant la 19e place en 1974 et la douzième place en 1975, ses meilleurs résultats.
Son record personnel sur le 10 000 mètres est de 28 min 14 s 8, réalisé aux Jeux olympiques de 1972. Son meilleur temps sur le 5 000 mètres est de 13 min 31 s 2, réalisé en juin 1976 à Saint-Maur-des-Fossés.